# Neferhetepes
Neferhetepes ist ein altägyptischer Name (gut ist ihre Gnade).

## Personen
- Neferhetepes (4. Dynastie), Königstochter  der 4. Dynastie
- Neferhetepes (Königstochter), Königstochter  der 5. Dynastie
- Neferhetepes (Königin), Königin der 5. Dynastie
- Hathor-Neferhetepes, Vertraute des Königs der 3. Dynastie
- Grabstatuen des Irukaptah und der Neferhetepes. Gemahlin des Irukaptah